# Neottia unguiculata
Neottia unguiculata là một loài thực vật có hoa trong họ Lan. Loài này được (W.W.Sm.) Szlach. mô tả khoa học đầu tiên năm 1995.